# Pistole infallibili
Pistole infallibili (Born to the Saddle) è un film del 1953 diretto da William Beaudine.
È un western statunitense con Leif Erickson, Donald Woods e Rand Brooks. È basato sul romanzo del 1948  Quarter Horse di Gordon Young.

## Produzione
Il film, diretto da William Beaudine su una sceneggiatura di Adele Buffington e un soggetto di Gordon Ray Young, fu prodotto da Hall Shelton per la Elliott-Shelton Films e girato nelle Alabama Hills a Lone Pine, California, da metà luglio 1950. Il titolo di lavorazione fu Quarter Horse .

## Distribuzione
Il film fu distribuito con il titolo Born to the Saddle negli Stati Uniti dal 15 marzo 1953 al cinema dalla Astor Pictures Corporation. La dsitribuzione subì un ritardo a causa di problemi tra l'attrice Karen Morley e la Commissione per le attività antiamericane, riguardanti precedenti sue attività legate alla produzione di un film a scopo educazionale contro il razzismo con la United Auto Workers. Pistole infallibili fu l'ultimo film della Morley che fu inserita nella lista nera di Hollywood.
Altre distribuzioni:
- in Germania Ovest il 25 dicembre 1954 (Im Sattel geboren)
- in Austria nel giugno del 1955 (Im Sattel geboren)
- in Italia (Pistole infallibili)

## Promozione
Le tagline sono:
- Six Guns Blaze at Sunset When This Bronco Bustin' Buckaroo Rides Into Trouble!
- Filmed in the COLORS of the GREAT OUTDOORS! He Rides Like Crazy...and Shoots Like Blazes!